# Lisa McShea
Lisa McShea (Redcliffe, 29 ottobre 1974) è un'ex tennista australiana.

## Carriera
In carriera ha vinto 4 titoli di doppio. Nei tornei del Grande Slam ha ottenuto il suo miglior risultato raggiungendo a Wimbledon i quarti di finale di doppio misto nel 1999 e nel 2001 e di doppio sempre nel 2001.
In Fed Cup ha giocato una sola partita, ottenendo nell'occasione una vittoria.

## Statistiche

### Doppio

#### Vittorie (4)
| Numero | Anno           | Torneo                                   | Superficie  | Compagna         | Avversarie in finale                | Punteggio     |
| 1.     | 18 giugno 2000 | DFS Classic, Birmingham                  | Erba        | Rachel McQuillan | Cara Black Irina Seljutina          | 6-3, 7-6      |
| 2.     | 7 marzo 2004   | Abierto Mexicano de Tenis, Acapulco      | Terra rossa | Milagros Sequera | Olga Blahotová Gabriela Navrátilová | 2-6, 7-6, 6-4 |
| 3.     | 22 maggio 2004 | Internationaux de Strasbourg, Strasburgo | Terra rossa | Milagros Sequera | Tina Križan Katarina Srebotnik      | 6-4, 6-1      |
| 4.     | 19 giugno 2004 | Ordina Open, 's-Hertogenbosch            | Erba        | Milagros Sequera | Jelena Kostanić Claudine Schaul     | 7-6, 6-3      |

### Doppio

#### Finali perse (2)
| Numero | Anno            | Torneo                             | Superficie | Compagna         | Avversarie in finale             | Punteggio |
| 1.     | 17 gennaio 2004 | Canberra Women's Classic, Canberra | Cemento    | Caroline Dhenin  | Jelena Kostanić Claudine Schaul  | 4-6, 6-7  |
| 2.     | 13 giugno 2004  | DFS Classic, Birmingham            | Erba       | Milagros Sequera | Marija Kirilenko Marija Šarapova | 2-6, 1-6  |